# Курилівська сільська рада (Конотопський район)
Курилівська сільська́ ра́да — орган місцевого самоврядування в Конотопському районі Сумської області. Адміністративний центр — село Курилівка.

## Загальні відомості
- Населення ради: 768 осіб (станом на 2001 рік)

## Населені пункти
Сільській раді підпорядковані населені пункти:
- с. Курилівка
- с. Капітанівка

## Склад ради
Рада складалася з 14 депутатів та голови.
- Голова ради: Тищенко Сергій Іванович
- Секретар ради: Осадча Тетяна Сергіївна

### Керівний склад попередніх скликань
| Прізвище, ім'я, по батькові | Основні відомості                                                         | Дата обрання | Дата звільнення |
| --------------------------- | ------------------------------------------------------------------------- | ------------ | --------------- |
| Борисенко Тамара Данилівна  | Сільський голова, 1957 року народження, член Народної партії              | 26.03.2006   | 31.10.2010      |
| Тищенко Сергій Іванович     | Сільський голова, 1965 року народження, освіта вища, член Партії регіонів | 31.10.2010   |                 |

Примітка: таблиця складена за даними сайту Верховної Ради України